# ライザ・ハーパー
ライザ・ハーパー（Liza Harper、1976年3月21日 - ）は、フランスのポルノ女優。

## 経歴
1976年3月21日、オート＝ノルマンディー地域圏ウール県ルーヴィエに生まれる。出生名Meliza Therese Beranger。
1992年-1993年、パリ近郊オー＝ド＝セーヌ県ルヴァロワ＝ペレのcollège Dantonに通う。
1994年、18歳でLaetitia監督の作品でキャリアを開始する。肛門、顔射、二本差し、異人種間および輪姦などのジャンルに果敢に挑み、IAFDで確認できるだけで415本の作品に出演している。
1995年、米国に移住。
2005年、AVNアワード受賞。
"Tails from the Toilet" (2004)
Best Group Sex Scene(最優秀グループＳＥＸシーン部門)
2007年、AVNアワードにノミネートされる。
"To Die For" (2005)
Best Supporting Actress(最優秀助演女優部門)
Best Sex Scene Coupling(最優秀絡みシーンカップリング部門)

## フィルモグラフィ
- 1997
  - No Man's Land 20
- 1999
  - Pussyman's Decadent Divas 2
  -  No Man's Land 25 & 26
- 2004
  - Tails From The Toilet
- 2005
  - To Die For

## 私生活とゴシップ
2002年9月4日、ポルノプロデューサー Rod Fontanaと結婚。娘を持っている。